# Sonic Attack
Sonic Attack è l'undicesimo album in studio della space rock band britannica Hawkwind, registrato nel 1981 e pubblicato nello stesso anno.

## Tracce
1. Sonic Attack – 4:47 –  (Moorcock/Hawkwind)
2. Rocky Paths – 4:00 –  (Lloyd-Langton)
3. Psychosonia – 2:32 –  (Moorcock/Hawkwind)
4. Virgin of the World – 4:32 –  (Bainbridge)
5. Angels of Death – 5:42 –  (Brock)
6. Living on a Knife Edge – 4:48 –  (Brock)
7. Coded Languages – 4:50 –  (Moorcock/Bainbridge)
8. Disintegration – 1:05 –  (Brock)
9. Streets of Fear – 5:19 –  (Brock)
10. Lost Chances – 5:44 –  (Moorcock/Brock)

## Bonus track
1. Transdimensional Man – 5:05 –  (Brock)

## Formazione
- Dave Brock - chitarra, tastiere, voce
- Huw Lloyd-Langton - chitarra, voce
- Harvey Bainbridge - basso, tastiere, voce
- Martin Griffin - batteria
- Michael Moorcock - voce in Coded Languages